# Cyclochlamys lemchei
Cyclochlamys lemchei är en musselart som beskrevs av Powell 1958. Cyclochlamys lemchei ingår i släktet Cyclochlamys och familjen Propeamussiidae. Inga underarter finns listade i Catalogue of Life.